# François Léon Boscal de Réals de Mornac
Pour les autres membres de la famille, voir Famille Boscal de Réals.
François-Léon Boscal de Réals, comte de Mornac, né le 15 septembre 1783 à Mornac-sur-Seudre et mort le 30 juin 1858 à Napoléon-Vendée, est un militaire et homme politique français.

## Biographie
François Léon Boscal de Réals de Mornac est le fils de Pierre Boscal de Réals, comte de Mornac, capitaine d'infanterie, maire de Beaufou, et de Thérèse Marguerite Lydie Leroux de La Corbinière. Il est le cousin germain de Charles François Boscal de Réals de Mornac.
Suivant ses parents en émigration, il devient capitaine au service de l'Autriche. Directeur général du recrutement en empire pendant les années 1805, 1806, 1817. Il est officier d'ordonnance auprès du prince Henri XIII de Reuss-Greiz.
Il épouse en mars 1813 à Saintes, Zoé de Barbeyrac de Sainte-Maurice.
Reprenant du service avec l'Armée vendéenne en 1815, il est chargé, en tant que major général, avec le chevalier de Saint-Hubert, du commandement de l'Armée du comte de Suzannet, après la mort de ce général.
À la Seconde Restauration, il est promu au grade de colonel d'infanterie à Strasbourg, et est nommé chevalier des ordres de Saint-Louis (1819), de la Légion d'honneur (1820) et de Saint-Ferdinand, après avoir été décoré du Brassard de Bordeaux (1814).
Démissionnaire en 1824, il vint se fixer à Beaufou (Vendée) et succède à son père en tant que maire de la commune de 1827 à 1830. Élu député de la Vendée en 1827, il prend place au côté droit avec lequel il vote jusqu'en 1830. Il représente jusqu'à sa mort le canton de Poiré-sur-Vie au Conseil général de la Vendée.
Il est le père du général Raoul Boscal de Réals de Mornac (1815-1916).

## Distinctions
- Chevalier de l'ordre royal et militaire de Saint-Louis (1819)
- Chevalier de la Légion d'honneur (1820)
- Décoration du brassard de Bordeaux (1814)

## Sources
- « François Léon Boscal de Réals de Mornac », dans Adolphe Robert et Gaston Cougny, Dictionnaire des parlementaires français, Edgar Bourloton, 1889-1891 [détail de l’édition] [texte sur Sycomore]
- Jérôme Biteau, "Le colonel comte François-Léon Boscal de Réals de Mornac (1783-1858), un Vendéen dans l'armée autrichienne", in: Napoleón Bonaparte et la Vendée, Somogy, 2004